# Lorwana
Lorwana – wieś w Botswanie w dystrykcie Southern. Według spisu ludności z 2011 roku wieś liczyła 1177 mieszkańców.